# Saprotrofi

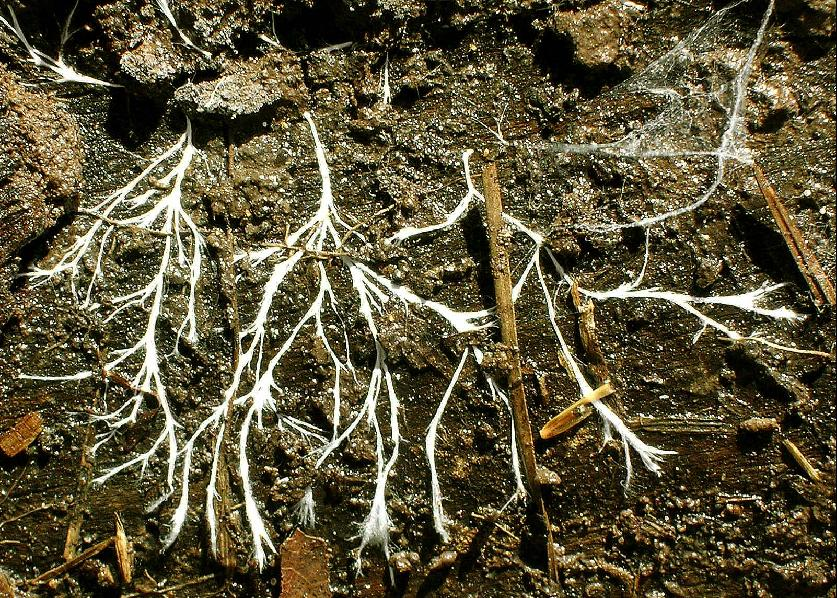
Mycelium som utgörs av en samling svamphyfer.

En saprotrof är en organism som tar sin näring från dött organiskt material. Namnet är en sammansättning av de grekiska orden för rutten (σαπρός, sapros) och näring (τροφή, trophē). Många svampar och bakterier är saprotrofer. Dessa kallas ofta saprofyter, men då efterledet i detta ord kommer från grekiskans σαπρόφυτο (av  och φυτον, phyton, "växt") kan det betraktas som missvisande, eftersom svampar och bakterier inte tillhör växtriket. I själva verket finns det inga egentliga saprofyter bland kärlväxterna.